# Mount Crockett
Mount Crockett är ett berg i Antarktis. Det ligger i den centrala delen av kontinenten. Nya Zeeland gör anspråk på området. Toppen på Mount Crockett är 2 200 meter över havet.
Terrängen runt Mount Crockett är huvudsakligen bergig, men söderut är den kuperad. Trakten är obefolkad. Det finns inga samhällen i närheten. 